# Viverra leakeyi
Viverra leakeyi — вимерлий вид вівер, чий викопні рештки знайдені в Африці, з ПАР, Ефіопії, Танзанії.

## Морфологія
Це найбільша з відомих віверових тварин, сягав розміру приблизно 40 кілограмів і 59 сантиметрів висоти в плечі. V. leakeyi був фізично схожий на живі азійські види, але вважається, що він більш близький до африканського Civettictis civetta через їхнє розташування.

## Спосіб життя
Зубний ряд цього виду вказує на те, що він, найімовірніше, був суворо м'ясоїдним. Через розмір і зубний ряд V. leakeyi, вважається, був активним хижаком.